# المجلس الأعلى للحرب الأنجلو- فرنسية
أُسّس المجلس الأعلى للحرب الأنجلو- فرنسية بغرض الإشراف على الاستراتيجيات العسكرية المشتركة في مطلع الحرب العالمية الثانية. دارت معظم مداولات المجلس خلال فترة الحرب الزائفة، إذ عُقِد أول اجتماع في أبفيل في 12 سبتمبر 1939. عُقِدت الدورات الثلاث الأخيرة في فرنسا (باريس وبريار وتورز) خلال فترة الحرب الخاطفة الألمانية في أيار ويونيو 1940.

## اجتماعات المجلس الأعلى للحرب

### في أثناء الحرب الزائفة
عقد المجلس أول اجتماعاته في أبفيل في 12 سبتمبر 1939.[بحاجة لرقم الصفحة] كانت بريطانيا مُمثلة برئيس وزرائها، نيفيل تشامبرلين، واللورد شاتفيلد، بينما كان الوفد الفرنسي برئاسة رئيس الوزراء، إدوار دلادييه، والجنرال موريس غاملان. عُقِد الاجتماع التالي في هوف بتاريخ 22 سبتمبر 1939. في كلا الاجتماعين، تمحورت النقاشات حول إيطاليا وإمكانية نشر قوة عسكرية في سالونيك أو إسطنبول دون استفزاز بينيتو موسوليني. مع حشد جيشهم الضخم والذي كان في حالة من التباطؤ، خشي الفرنسيون من انحسار الروح المعنوية العسكرية وبالتالي كانوا عدائيين وغير صبورين في اتخاذ الاجراءات، بينما أجفلت بريطانيا مثل هذه التدابير. في اجتماع هوف، دار نقاش حول إنتاج الذخائر والتعزيزات في الدفاعات الجوية والمضادة للطائرات في فرنسا. تألف الجانب البريطاني في اجتماع هوف من نيفيل تشامبرلين (رئيس الوزراء)، واللورد هاليفاكس (وزير الخارجية)، والسير ألكسندر كادوغان (الوكيل الدائم لوزارة الخارجية)، وإدوارد بريدجز (أمين مجلس الوزراء). كانت فرنسا مُمثّلة بإدوار دلادييه (رئيس الوزراء)، والجنرال موريس غاملان، والأدميرال فرانسوا دارلان (رئيس الأركان العامة للبحرية الفرنسية)، وراؤول دوتري (وزير الذخائر)، وجان موني (رئيس لجنة التنسيق الاقتصادية الفرنسية البريطانية). ذكر تشامبرلين أن الحلفاء لم يتمكنوا من منع التدخل الألماني في يوغوسلافيا. في هذا الاجتماع والاجتماعين الآخرين المعقودين في عام 1939 بتاريخ 17 نوفمبر (في باريس) و19 ديسمبر، رفض الفرنسيون خطة بريطانية لقصف أهداف صناعية في حوض الرور في حال غزا الألمان بلجيكا. كان الرأي الفرنسي أن مثل هذا العمل لن يوقف غزو بلجيكا، ولكن من شأنه المخاطرة بالرد الانتقامي الذي ستقوم به قوات اللوفتفافه ضد بريطانيا وفرنسا.
كان اجتماع المجلس الأعلى للحرب والمعقود في باريس في 5 فبراير 1940 أول اجتماع يحضره ونستون تشرشل، والذي دعاه نيفيل تشامبرلين للمشاركة به بوصفه اللورد الأول للأميرالية. هنا رفض البريطانيون اقتراح فرنسا الداعي إلى إرسال بعثة إلى بتسامو في فنلندا لتقديم المساعدة للفنلنديين في حرب الشتاء خشية أن يؤدي ذلك إلى استفزاز الاتحاد السوفيتي. وصف السير ألكسندر كادوغان، الوكيل الدائم لوزارة الخارجية، هذا المخطط بـ «السخيف». بيد أنه جرت الموافقة على خطة فرنسية تمثلت بإرسال قوات عسكرية إلى نارفيك، اعتمادًا على اتفاق من النرويج والسويد. وصف الجنرال أيرونسايد الاجتماع بأنه لاءم «الجميع وشعروا بالارتياح. متسائلًا عمّا إذا كان ينبغي أن يمر الجميع ببعض المحن». في هذه الحالة، لم توافق النرويج والسويد على مخطط نارفيك، خشية المساس بحيادهما. أما النظرة الاسكندنافية فقد فسرتها بريطانيا وفرنسا على نحو مختلف. كانت بريطانيا ترى أنه ينبغي إلغاء العملية، بينما أكدت فرنسا على وجوب مضي العملية قدمًا بغض النظر عن المعارضة. مع ذلك، تجاوزت الأحداث الطريق المسدود، عندما اتفق الفنلنديون في 13 مارس على هدنة مع الاتحاد السوفيتي.